# Alfred Ittner
Alfred Ittner (Kulmbach, 13 gennaio 1907 – Kulmbach, 3 novembre 1976) è stato un militare tedesco, che partecipò all'Aktion T4 (programma nazista di eutanasia) e all'Aktion Reinhardt, nome in codice dato al progetto di sterminio degli ebrei in Polonia.

## Biografia
Ittner aderì al Partito Nazionalsocialista Tedesco dei Lavoratori nel febbraio 1927, con la tessera n° 30.805, mentre nel 1931 si unì alle Sturmabteilung (SA). Dal 1934 al 1939 lavorò nello staff dei Gauleiter di Amburgo e Berlino, mentre successivamente partecipò al programma di eutanasia denominato Aktion T4, lavorando come contabile nella sede di Berlino fino al 1942.
Nell'aprile 1942 Ittner divenne un membro delle SS e, nell'ambito dell'Operazione Reinhard, fu mandato ad operare presso il campo di sterminio di Sobibór. Secondo la testimonianza del suo collega Kurt Bolender, Ittner prestò servizio in qualità di contabile del campo e tra i suoi compiti vi era quello di sequestrare denaro e oggetti di valore agli ebrei mandati alle camere a gas. Herbert Floss gli sarebbe poi succeduto in questo ruolo.
Incaricato di supervisionare il campo III, dove venivano perpetrate le azioni più criminose, Ittner trovò quel ruolo straziante e, su sua stessa richiesta, nel 1944 tornò ad operare nell'ambito dell'Aktion T4, considerato più tranquillo. In questo frangente lavorò con Franz Stangl, ma tra i due non scorreva buon sangue perché, come dichiarò lo stesso Ittner, quest'ultimo si era rifiutato di aiutarlo ad appropriarsi indebitamente di fondi destinati al Reich.
Poco tempo dopo Ittner fu arruolato nell'esercito e mandato a combattere sul fronte orientale, dove fu fatto prigioniero dai sovietici. Rilasciato nel 1948, Ittner scomparve fino al 1964, quando fu arrestato nella sua città nativa, Kulmbach, mentre lavorava come manovale. Processato ad Hagen nel 1965 per il suo ruolo nei crimini perpetrati a Sobibór, Ittner fu condannato ad una pena relativamente indulgente di quattro anni di reclusione, ampiamente contestata dalla controparte.
Riguardo a Sobibór, Ittner ebbe a dire: